# 工党 (毛里求斯)

工党标志

工党（法語：Parti Travailliste，缩写为PTr）是毛里求斯的一个中间偏左的社会民主主义政党。
该党成立于1936年2月23日，是毛里求斯最古老的主要政党，并且在1948年—1982年、1995年—2000年、以及2005年—2014年执政。1983年—1990年，工党作为少数派伙伴参加联合政府。2024年，作为争取变革联盟的主要成员再度执政。
该党是毛里求斯四大主要政党之一，其他三党分别是毛里求斯战斗运动、战斗社会主义运动和毛里求斯社会民主党。该党的现任领袖是纳文钱德拉·拉姆古兰。该党的主要支持者是农村地区的印度裔毛里求斯人。该党是社会党国际的正式成员。